# 中味鋺
中味鋺（なかあじま）は、愛知県名古屋市北区にある町名。現行行政地名は中味鋺一丁目から中味鋺三丁目。住居表示未実施。

## 地理
名古屋市北区の北部に位置し、南に庄内川が流れている。また、東は楠味鋺、西は西味鋺、北は楠町大字味鋺を挟んで楠に接する。

## 歴史

### 町名の由来
旧味鋺村のほぼ中央に位置することによる。

### 沿革
- 1990年（平成2年）10月15日 - 北区楠町大字味鋺の一部より、同区中味鋺一～三丁目が成立[1]。

## 世帯数と人口
2019年（平成31年）1月1日現在の世帯数と人口は以下の通りである。
| 丁目         | 世帯数    | 人口    |
| ------------ | --------- | ------- |
| 中味鋺一丁目 | 515世帯   | 1,127人 |
| 中味鋺二丁目 | 448世帯   | 1,074人 |
| 中味鋺三丁目 | 873世帯   | 1,943人 |
| 計           | 1,836世帯 | 4,144人 |

### 人口の変遷
国勢調査による人口の推移
| 1995年（平成7年）  | 4,031人 | [ WEB 5 ]  |  |
| 2000年（平成12年） | 4,140人 | [ WEB 6 ]  |  |
| 2005年（平成17年） | 4,155人 | [ WEB 7 ]  |  |
| 2010年（平成22年） | 4,162人 | [ WEB 8 ]  |  |
| 2015年（平成27年） | 4,205人 | [ WEB 9 ]  |  |
| 2020年（令和2年）  | 4,053人 | [ WEB 10 ] |  |

## 学区
市立小・中学校に通う場合、学校等は以下の通りとなる。また、公立高等学校に通う場合の学区は以下の通りとなる。
| 丁目         | 番・番地等 | 小学校               | 中学校             | 高等学校 |
| ------------ | ---------- | -------------------- | ------------------ | -------- |
| 中味鋺一丁目 | 全域       | 名古屋市立味鋺小学校 | 名古屋市立北中学校 | 尾張学区 |
| 中味鋺二丁目 | 全域       | 名古屋市立味鋺小学校 | 名古屋市立北中学校 | 尾張学区 |
| 中味鋺三丁目 | 全域       | 名古屋市立味鋺小学校 | 名古屋市立北中学校 | 尾張学区 |

## 施設

### 中味鋺一丁目
- 専光寺
- 西八龍社

元無格社。祭神として高竜神を祀る。創立については未詳。『名古屋市楠町誌』によれば、承平年間の朱雀天皇在位時期の創立の伝承があるという。雷除けもしくは日乞いの神社として知られる。庄内川堤防の改修に伴う立ち退きにより、1950年（昭和25年）に北側約30間移築されている。このとき、県職員は祟りを恐れ、氏子総代に依頼して工事が行われたという。例祭は旧暦では6月28日であったが、第二次世界大戦後は新暦の7月28日に挙行されるようになった。
- 名古屋市営南あじま荘
- 南味鋺遊園地
- 忠魂社

- 専光寺
- 市営南あじま荘
- 西八龍社
- 南味鋺遊園地
- 忠魂社

### 中味鋺二丁目

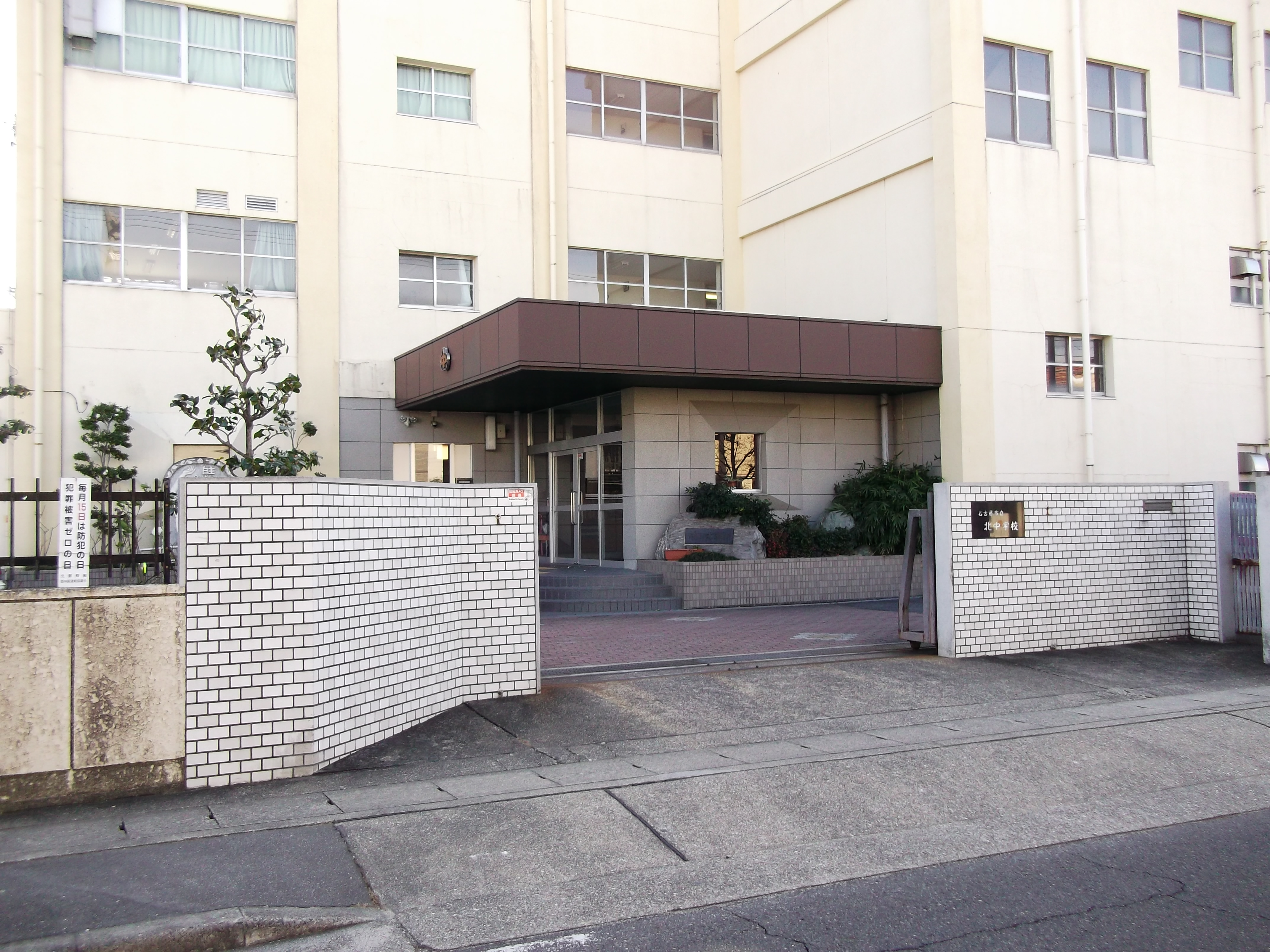
名古屋市立北中学校

- 名古屋市立北中学校

### 中味鋺三丁目
- 名古屋味鋺郵便局
- ザ・ビッグエクスプレス 味鋺店
- あいち銀行 楠町支店・豊山支店
- 名古屋市営中あじま荘
- 中味鋺公園
- スクルドエンジェル保育園あじま園

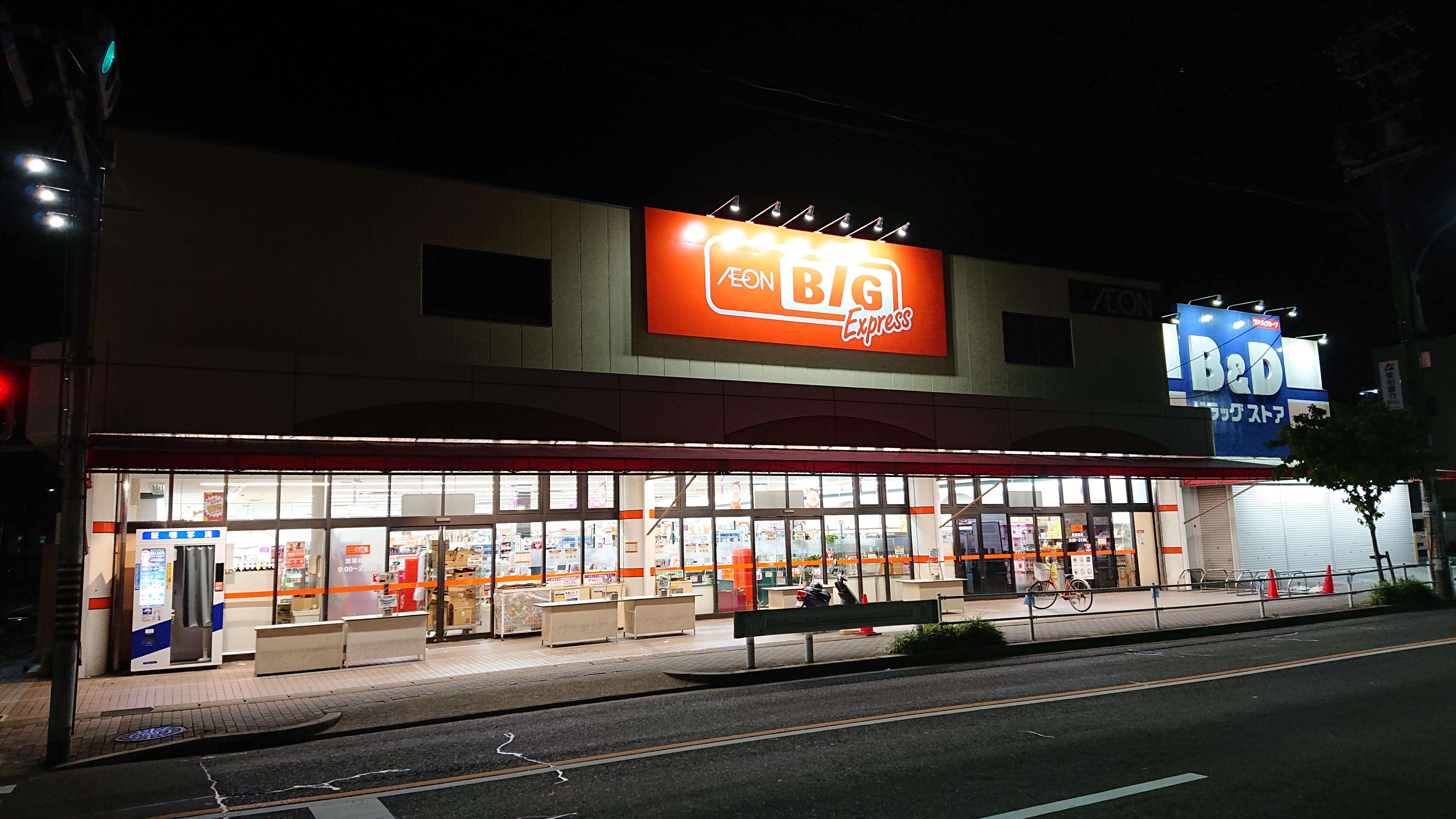
ザ・ビッグエクスプレス味鋺店
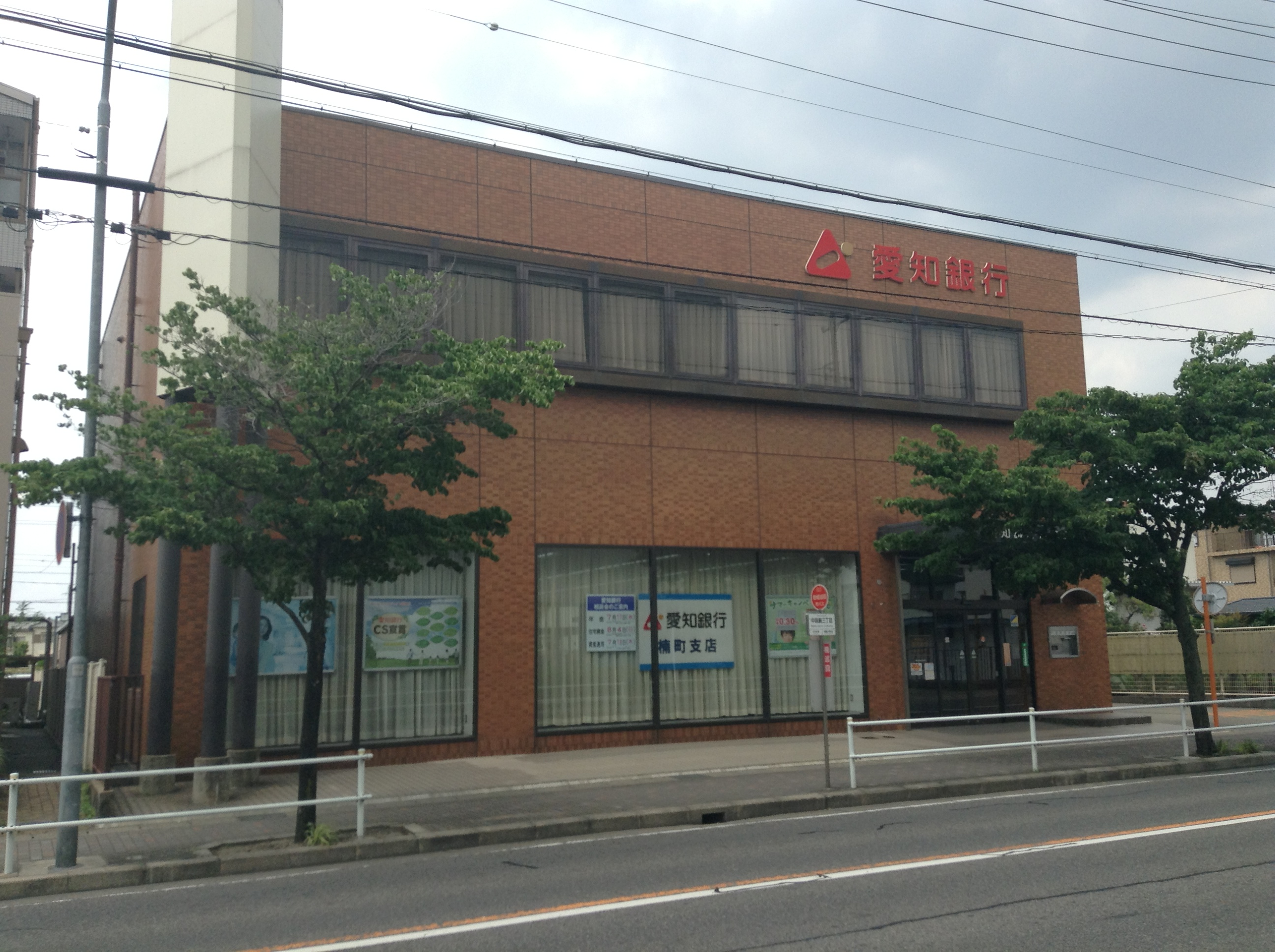
あいち銀行（旧：愛知銀行）楠町支店・豊山支店
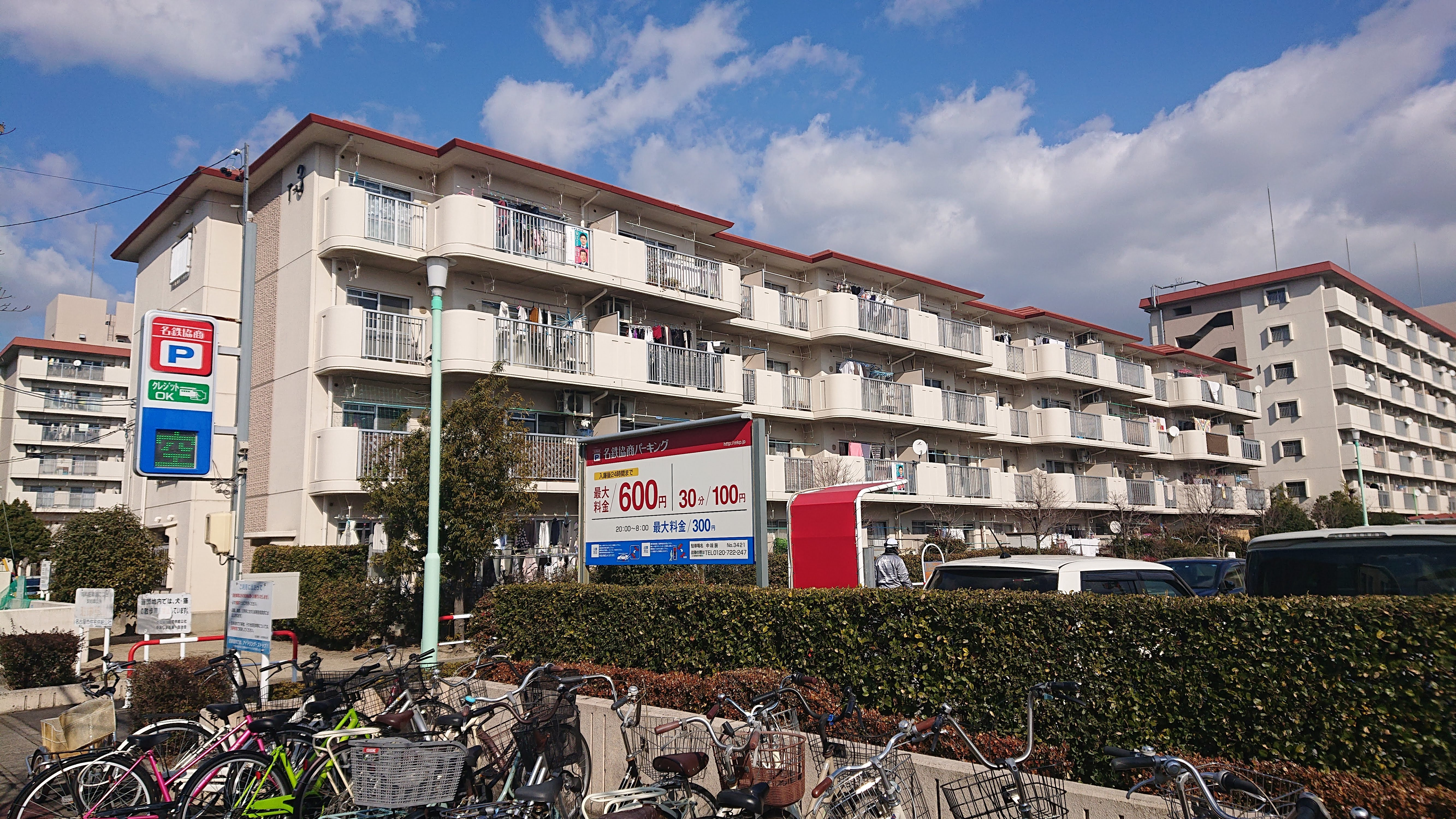
市営中あじま荘

## その他

### 日本郵便
- 郵便番号 : 462-0015[WEB 2]（集配局：名古屋北郵便局[WEB 13]）。

### WEB
1. 1 2  “町・丁目(大字)別、年齢(10歳階級)別公簿人口(全市・区別)”.   名古屋市 (2019年1月23日). 2019年1月23日閲覧。
2. 1 2  “郵便番号”.  日本郵便. 2019年1月6日閲覧。
3. ↑  “市外局番の一覧”.   総務省. 2019年1月6日閲覧。
4. ↑  “北区の町名一覧”.   名古屋市 (2015年10月21日). 2019年1月12日閲覧。
5. ↑  総務省統計局 (2014年3月28日). “平成7年国勢調査の調査結果(e-Stat) - 男女別人口及び世帯数 －町丁・字等” (CSV). 2019年4月27日閲覧。
6. ↑  総務省統計局 (2014年5月30日). “平成12年国勢調査の調査結果(e-Stat) - 男女別人口及び世帯数 －町丁・字等” (CSV). 2019年4月27日閲覧。
7. ↑  総務省統計局 (2014年6月27日). “平成17年国勢調査の調査結果(e-Stat) - 男女別人口及び世帯数 －町丁・字等” (CSV). 2019年4月27日閲覧。
8. ↑  総務省統計局 (2012年1月20日). “平成22年国勢調査の調査結果(e-Stat) - 男女別人口及び世帯数 －町丁・字等” (CSV). 2019年4月27日閲覧。
9. ↑  総務省統計局 (2017年1月27日). “平成27年国勢調査の調査結果(e-Stat) - 男女別人口及び世帯数 －町丁・字等” (CSV). 2019年4月27日閲覧。
10. ↑  “データセット情報 国勢調査 / 令和２年国勢調査 / 小地域集計　（主な内容：基本単位区別，町丁・字別人口など） 23：愛知県”.   独立行政法人統計センター. 2022年3月31日閲覧。
11. ↑  “市立小・中学校の通学区域一覧”.   名古屋市 (2018年11月10日). 2019年1月14日閲覧。
12. ↑  “平成29年度以降の愛知県公立高等学校（全日制課程）入学者選抜における通学区域並びに群及びグループ分け案について”.   愛知県教育委員会 (2015年2月16日). 2019年1月14日閲覧。
13. ↑  郵便番号簿 平成29年度版 - 日本郵便. 2019年01月06日閲覧 (PDF)

### 書籍
1. 1 2  名古屋市計画局 1992, p. 752.
2. ↑  名古屋市計画局 1992, p. 191.
3. 1 2 3 4 5  名古屋市楠町誌編纂委員会 1957, p. 586.

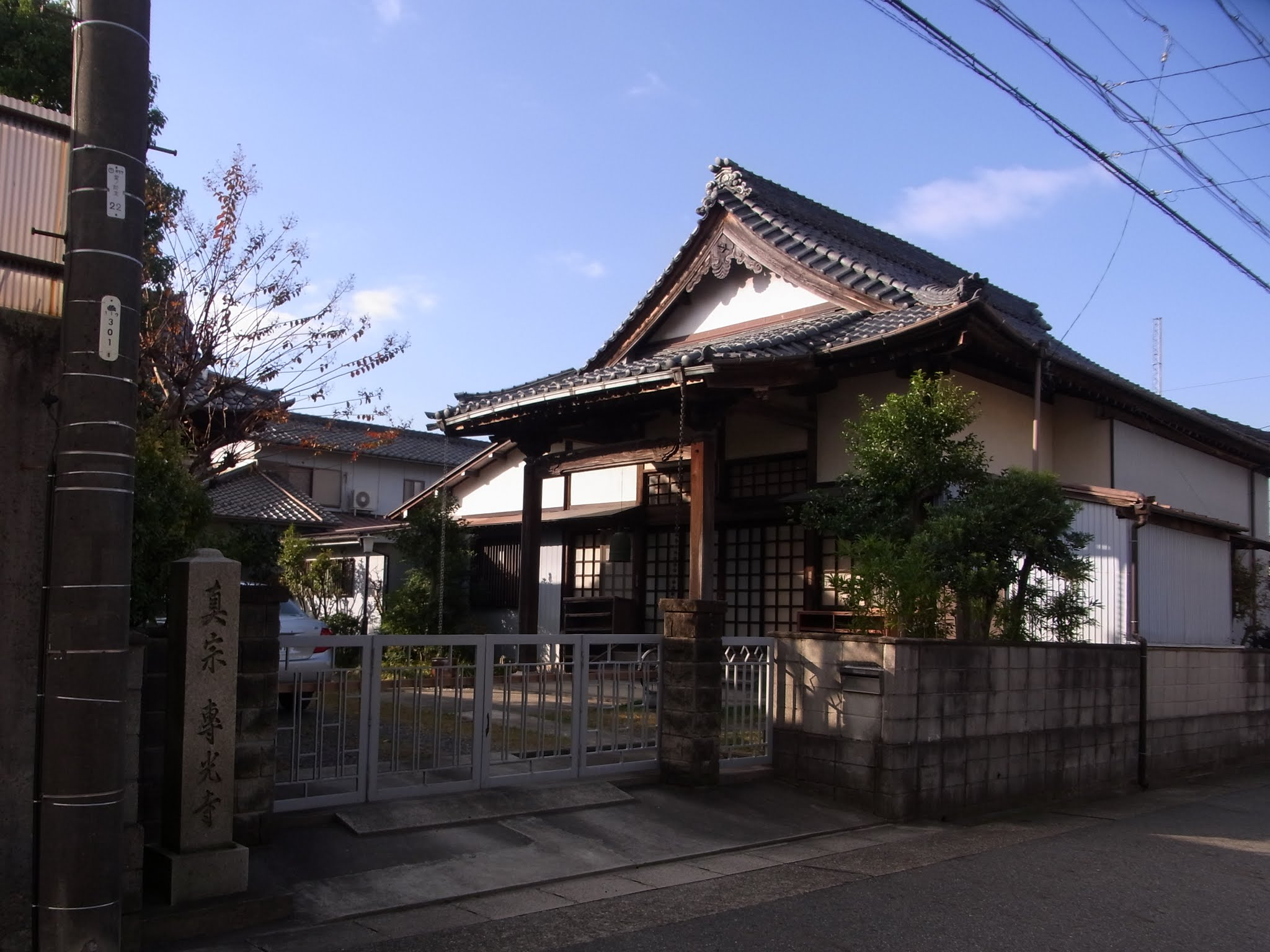
専光寺
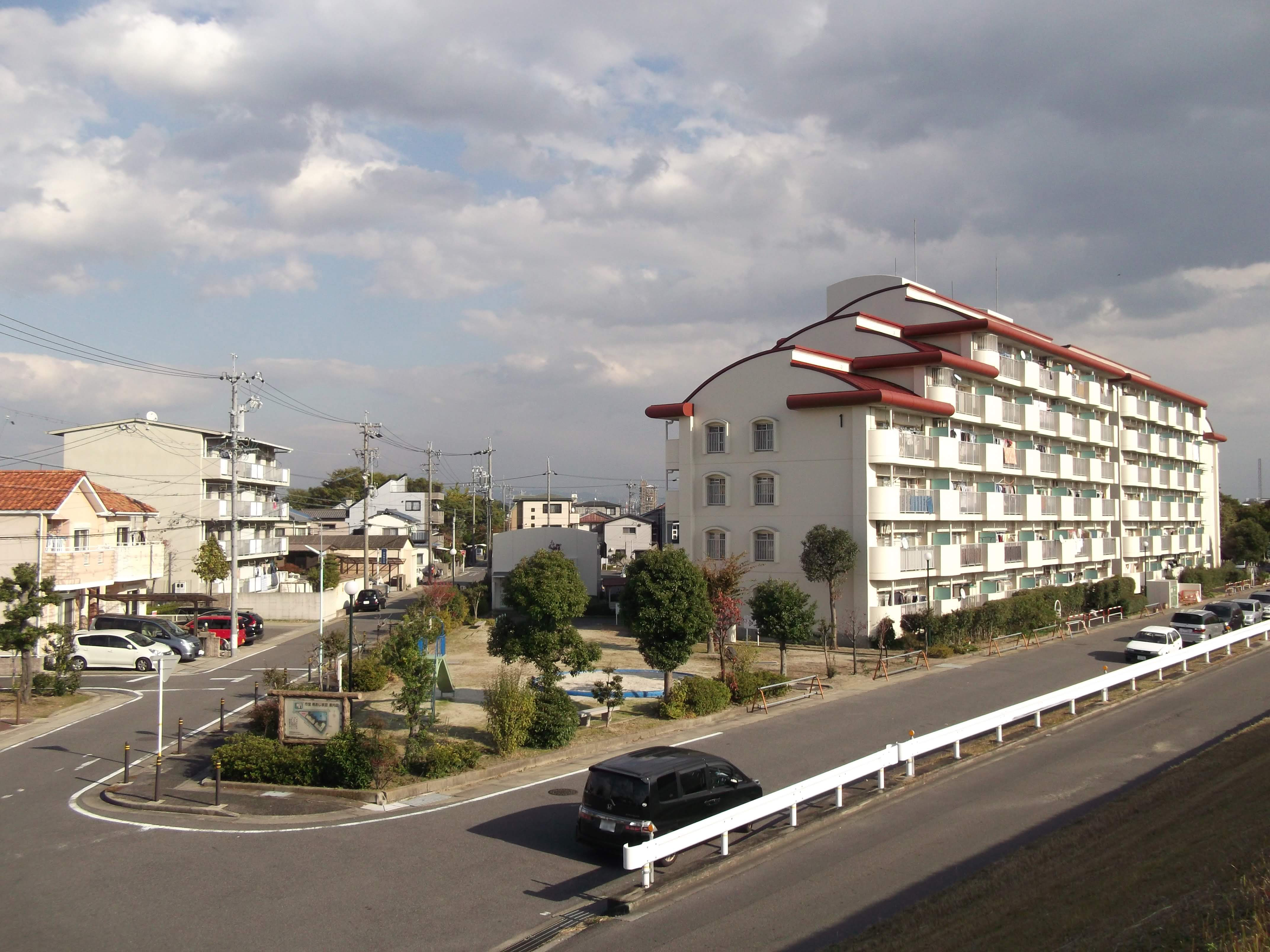
市営南あじま荘
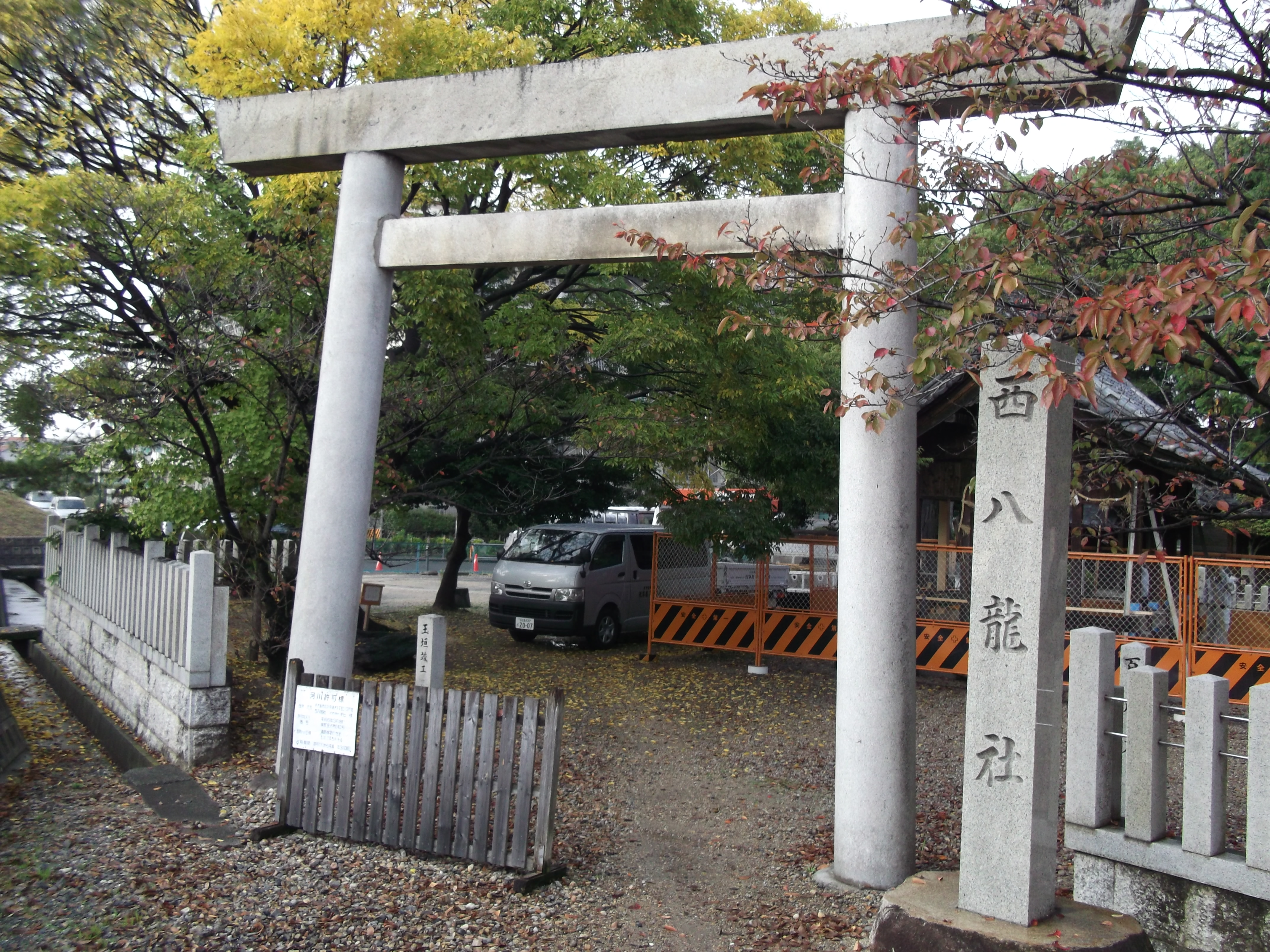
西八龍社
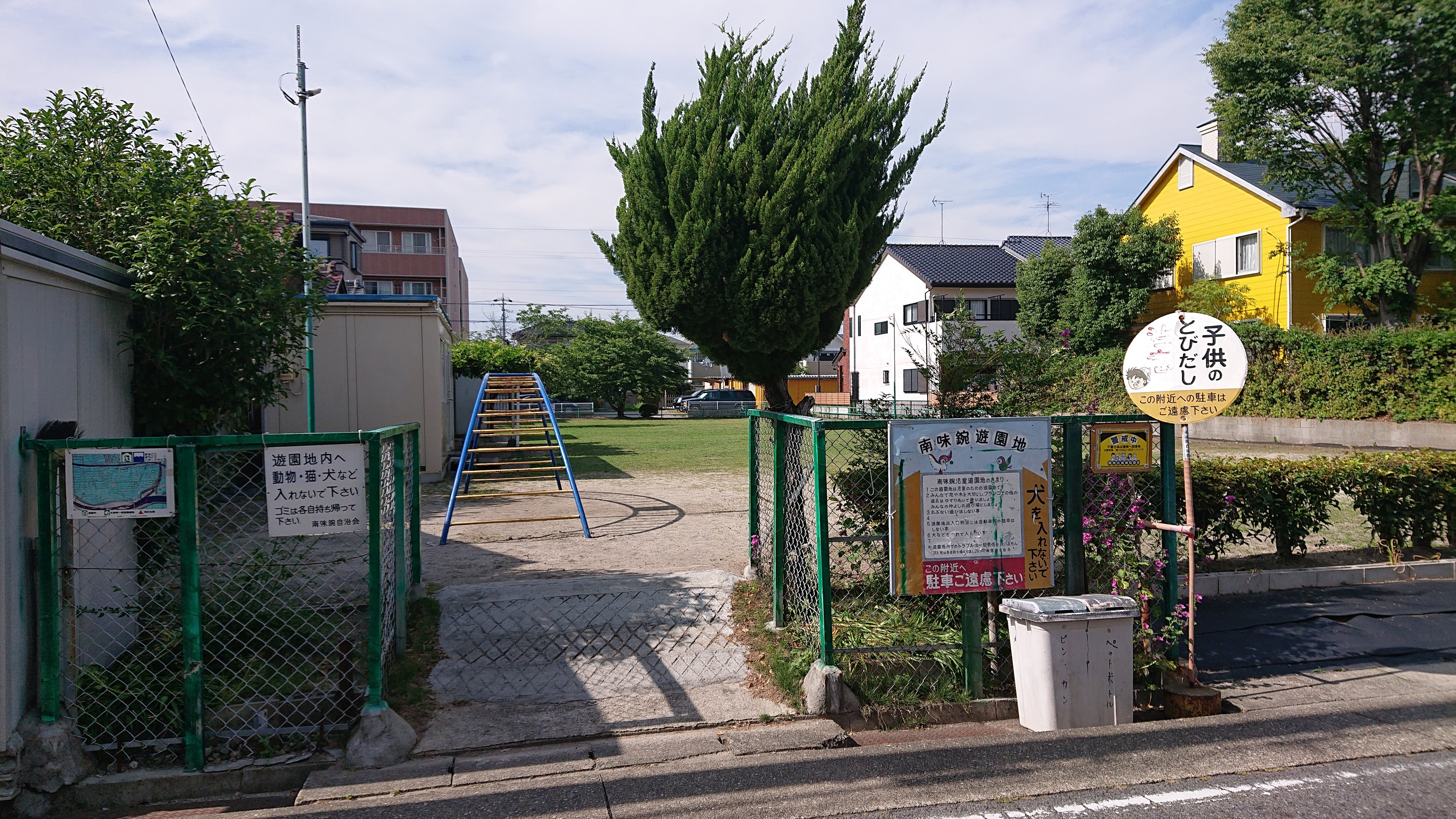
南味鋺遊園地
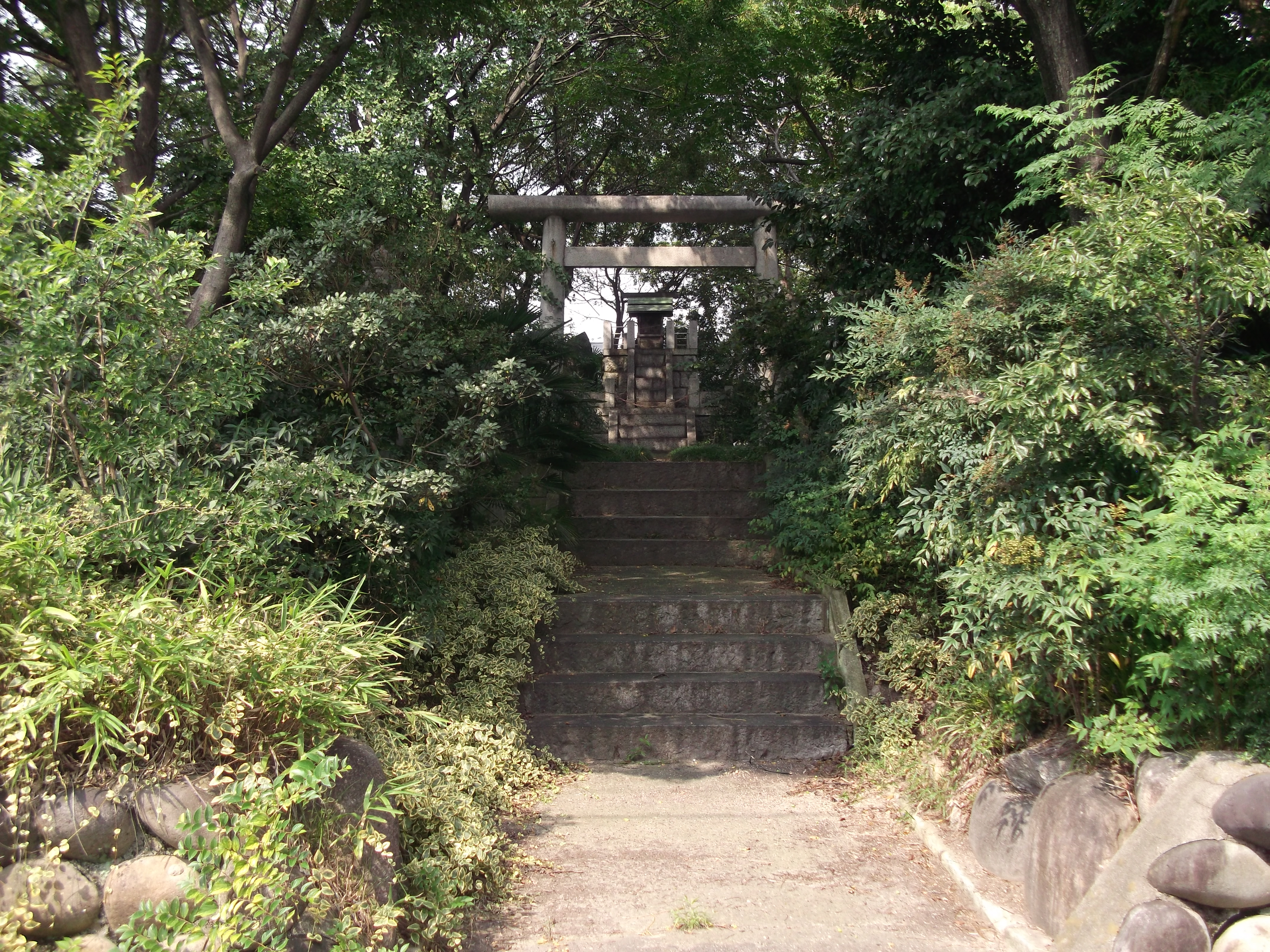
忠魂社

4. 1 2 3  名古屋市楠町誌編纂委員会 1957, p. 587.